# Pleurobema hagleri
Pleurobema hagleri är en musselart som först beskrevs av Frierson 1900.  Pleurobema hagleri ingår i släktet Pleurobema och familjen målarmusslor. IUCN kategoriserar arten globalt som utdöd. Inga underarter finns listade i Catalogue of Life.